# Ituí
De Ituí is een rivier in de staat Amazonas in het noordwesten van Brazilië. De rivier stroomt doorheen de Vale do Javari, een van de grootste inheemse gebieden in Brazilië.
De rivier bevindt zich in het bovenste Amazonebekken en is circa 370 km lang en stroomt langs de gemeente Atalaia do Norte. Het is een meanderende rivier met een klein verval van 100 meter over haar gehele lengte. De Rio Negro, Beija-flor en Branquinho zijn enkele van haar westelijke zijrivieren, terwijl de Rio Novo de belangrijkste oostelijke zijrivier is. Stroomafwaarts komt zij samen met de rivier Itaquai om de bovenloop van de Solimões te vormen.